# 程元谭墓
程元谭墓是新安程氏始祖、东晋首任新安郡太守、忠祐公程元谭的墓地，位于新安郡城西十里衮绣乡二十三都四保十里牌驿路旁，即今安徽省歙县郑村镇向皋村冷水铺，歙州大道歙县新汽车站旁科宏大厦西侧空地。由于程元谭墓前立有一对高大的石翁仲，俗称“双石人墓”。
北宋年间，休宁汊口人氏、绍熙四年进士程珌主持修复程元谭墓。元大德七年（1303年），程氏裔孙程自得修复双石人。明代徽州巡抚程已敬在墓前立牌坊。新安程氏内部不同支派，曾为程元谭墓发生旷日持久的官司纷争 。徽州城东荷池程氏支派改动程元谭坟墓坐向，在墓地牌坊上添加本支派姓名，程氏其他支派成员向徽州府及两浙盐运使司控告，最终判决程氏荷池支派败诉，责令恢复坟墓原本坐向，去除新添姓名。1966年文化大革命中，程元谭墓被推平改为农田。21世纪，祭祀恢复，墓地逐渐修复。